# Мултиплекс
 Тази статия е за телекомуникационния термин.  За електронната схема вижте Мултиплексор.  
Мултиплекс е група телевизионни канали, които се мултиплексират с цел разпространение и се демултиплексират от приемника. Съкратено се нарича MUX, а обратното устройство е демултиплекс (DEMUX) (съкращенията важат за Европа). В САЩ и Канада се използва съчетанието канал с виртуални под-канали (на английски: channel with virtual sub-channels), а във Франция Bouquet.
В Европа мултиплекси се използват при стандартите DVB-T и DVB-T2 (T означава наземно или ефирно) за цифрова ефирна наземна телевизия, при DVB-S - цифрова сателитна телевизия и DVB-C - цифрова кабелна телевизия. Както обществените, така и частните електронни мрежи използват мултиплексиране за излъчване на много цифрови канали по един мултиплекс. В Европа един типичен DVB-T мултиплекс предлага 4 или повече SDTV канала едновременно.
Аналоговите ТВ канали, независимо дали се предават ефирно, по кабел или по сателит, се предават без компресиране и винаги заемат една и съща честотна лента. Цифровата телевизия позволява компресиране и излъчване на повече телевизионни програми в определена честотна лента, чиято ширина може да варира; по-ефективно е да се предават няколко канала едновременно, като те споделят една и съща честотна лента, поделяйки я според моментните си нужди. Понякога при преход от аналогово към цифрово радиоразпръскване една аналогова честота се заема от един мултиплекс, като честотната лента е достатъчна за разпространение на няколко компресирани канала. Цифровата телевизия предоставя и допълнителни услуги като субтитри, разписание на телевизионна програма(EPG), допълнителни аудио-канали, радиопрограми, програми по заявка и платени канали.
Съвременните телевизори се произвеждат с вградени възможности за приемане за цифрова телевизия, но за приемане на цифров сигнал с обикновен (аналогов) телевизор е необходим цифров приемник (декодер или set top box – STB).
|  | Тази страница частично или изцяло представлява превод на страницата Multiplex (TV) в Уикипедия на английски. Оригиналният текст, както и този превод, са защитени от Лиценза „Криейтив Комънс – Признание – Споделяне на споделеното“, а за съдържание, създадено преди юни 2009 година – от Лиценза за свободна документация на ГНУ. Прегледайте историята на редакциите на оригиналната страница, както и на преводната страница, за да видите списъка на съавторите. ВАЖНО: Този шаблон се отнася единствено до авторските права върху съдържанието на статията. Добавянето му не отменя изискването да се посочват конкретни източници на твърденията, които да бъдат благонадеждни. |